# Farkas György (evangélikus lelkész)
Farkas György (Garáb, ? – Lapujtő, 1776) evangélikus lelkész.

## Élete
Hrabovból származott, 1735. október 5-étől a wittenbergi egyetem hallgatója volt, majd 1736. április 10-étől Göttingenben tanult. 1740. október 2-án Legénden szentelték papnak. Később Lapujtőn a Mocsáry család házi lelkésze volt.

## Munkái
- Disquisitio philol. theologica de ritu inaugurationis apud Ebreos, speciatim summi Pontificis in adplicatione ad perfectissimum Pontificem Jesum Christum, Praeside I. F. Cotta. Göttingae, 1737.
- De perfectione linguae Ebreicae quoad Syllabas, praeside Schwartzio, respondente… Göttingae, 1738.